# Looney Tunes
Looney Tunes és una sèrie de dibuixos animats de Warner Brothers que es van representar en moltes sales de cinema nord-americanes des de 1930 fins al 1969. És anterior a l'altra sèrie de Warner Bros, Merrie Melodies.
"Looney Tunes" (sovint escrit erròniament com "Looney Toons") és també el nom amb què es coneixen als personatges fixos dels curtmetratges animats de Warner.
El nom és una variació de Silly Simphonies, que era el nom que rebien els curtmetratges musicals animats de Walt Disney.
Els Looney Tunes originals servien d'aparador per a l'extens fons musical de la Warner Brothers i estaven protagonitzats pels personatges Bosko i Buddy, si bé amb l'aparició de Porky Pig, els personatges originals deixarien lloc a un nou grup de personatges animats, molt famosos hui en dia, compostos pel mateix Porky, Bugs Bunny, Daffy Duck, Elmer Fudd, Silvestre, Tweety, Marvin el Marcià, El dimoni de Tasmània, Wile E. Coyote i El Correcamins, Foghorn Leghorn, Dinamita Sam, Pepé Le Pew o Speedy González entre molts altres. També van populariatzar el nom d'ACME per a definir una marca comercial que venia productes defectuosos o estrafolaris.
Originalment produïts per Harman-Ising Pictures, els Looney Tunes van ser produïts per Leon Schlesinger Productions des de 1933 fins al 1944. Schlesinger va vendre el seu estudi d'animació a Warner Bros el 1944, i al mateix studio, ara amb el nom de Warner Bros Cartoons va continuar la producció fins a 1963. El 1964 la Warner subcontracta la producció de Looney Tunes a DePatie-Freleng Enterprises, l'studio de Friz Freleng. El 1967 Warner Bros torna a assumir la producció de curtmetratges animats, fins dos anys més tard en què van posar punt final a la sèrie.
D'ençà 1942 fins als anys 60 els Looney Tunes van ser la sèrie de curtmetratges animats més reeixida dels cinemes americans, per davant d'altres competidors com la Disney.